# Raymond Glaszmann

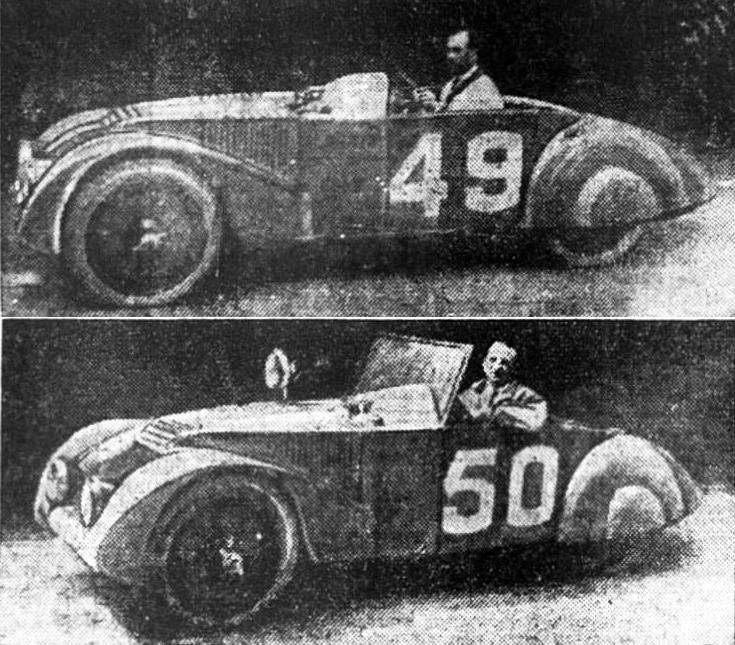
24-Stunden-Rennen von Le Mans 1925, der Chenard-Walcker Z1 Spéciale von Raphaël Manso de Zuñiga und Raymond Glaszmann (Startnummer 50, unteres Bild)

Hubert Raymond Glaszmann (* 21. September 1884 in Saint-Laurent; † 21. Februar 1953 in Paris) war ein französischer Autorennfahrer.

## Karriere
Raymond Glaszmann (in manchen Quellen wird der Vorname Robert angegeben) war ein französischer Automobilpionier und gehörte zu jenen Fahrern, die beim ersten 24-Stunden-Rennen von Le Mans der Motorsportgeschichte 1923 am Start waren. Glaszmann war Werksfahrer bei Chenard & Walcker und war 1921 für das Team beim Coupe Georges Boillot am Start. Sein erstes Le-Mans-Rennen beendete er 1923 als Gesamtsiebter. 1924 fiel er an der Seite von Robert Sénéchal nach 83 gefahrenen Runden durch technischen Defekt aus. Seinen letzten Start in Le Mans hatte er ein Jahr später; er beendete das Rennen als Zehnter.

## Statistik

### Le-Mans-Ergebnisse
| Jahr | Team              | Fahrzeug                    | Teamkollege             | Platzierung             | Ausfallgrund |
| ---- | ----------------- | --------------------------- | ----------------------- | ----------------------- | ------------ |
| 1923 | Chenard & Walcker | Chenard & Walcker Tourisme  | Fernand Bachmann        | Rang 7                  |              |
| 1924 | Chenard & Walcker | Chenard-Walcker Type Y 9CV  | Robert Sénéchal         | Ausfall                 | Motorschaden |
| 1925 | Chenard & Walcker | Chenard-Walcker Z1 Spéciale | Raphaël Manso de Zuñiga | Rang 10 und Klassensieg |              |

### 24-St-Spa-Ergebnisse
| Jahr | Team              | Fahrzeug                    | Teamkollege             | Platzierung | Ausfallgrund |
| ---- | ----------------- | --------------------------- | ----------------------- | ----------- | ------------ |
| 1924 | Chenard & Walcker | Chenard & Walcker           | Joseph Chavée           | Rang 7      |              |
| 1925 | Chenard & Walcker | Chenard-Walcker Z1 Spéciale | Raphaël Manso de Zuñiga | Ausfall     | Unfall       |